# Патриція Ґольдман-Рекіш
Патри́ція Ґо́льдман-Рекі́ш (англ. Patricia Goldman-Rakic; при народженні Шу́ер англ. Shoer; 22 квітня 1937, Салем, Массачусетс, США — 31 липня 2003, Гамден, Коннектикут, США) — американська науковиця в галузі нейронаук, психіатриня й психологиня, викладачка Єльського університету.

## Життєпис
Патриція Шуер народилася у Сейлемі, штат Массачусетс, 22 квітня 1937 року. Її батьки, Ірвін Ісідор Шуер (1912—1970) та Дженні Перл (1910—2000) мали коріння єврейських емігрантів з Латвії та Росії. Своє дитинство Патриція провела в Пібоді, і в тому ж місті відвідувала школу.
1959 року Ґольдман-Рекіш закінчила бакалаврат з відзнакою у коледжі Васара, а 1963 отримала докторський ступінь в Каліфорнійському університеті в Лос-Анджелесі. Після постдокторантури в Каліфорнійському та Нью-Нью-Йоркському університетах, вона працювала в Національному інституті психічного здоров'я в галузі нейропсихології, зрештою ставши завідувачкою відділу еволюційної нейробіології (англ. Developmental Neurobiology).  1979 року стала викладачкою у школі медицини при Єльському університеті. 
29 липня 2003 року науковицю збила автівка, коли вона переходила дорогу. Ґольдман-Рекіш померла два дні потому, в Гамдені, що в Коннектитуті.

## Особисте життя
Була в шлюбі з Паско Рекішем, також науковцем у галузі нейронаук.